# Cebrio elenacompteae
Cebrio elenacompteae is een keversoort uit de familie Cebrionidae. De wetenschappelijke naam van de soort is voor het eerst geldig gepubliceerd in 1988 door Compte.